# بهار سفلي
بهار سفلي (بالفارسية: بهارسفلی) هي مستوطنة تقع في منطقة سانغار الريفية في إيران. ويقدر عدد سكانها بـ 124 نسمة في عام 2006، وتقع تحديدًا في المنطقة الوسطى من مقاطعة فروج في خراسان الشمالية في إيران.